# طاهر البياتي
طاهر عبد حسين البياتي هو أستاذ ومترجم عراقي، ولد في بغداد يوم 17 فبراير 1927 لأسرة ترجع اصولها إلى مدينة بعقوبة، وتخرج في قسم اللغة الإنجليزية بدار المعلمين العالية عام 1950، وكان من زملاء الشاعر بدر شاكر السياب والشاعرة نازك الملائكة، ولقد هاجر في عام 1974 إلى الولايات المتحدة لأسباب سياسية. فاز بجائزة أفضل مترجم في لندن عام 1981، أشتهر بكتابهِ «اللغة الإنكليزية بطريقة مبسطة» الصادر عن دار المستقبل العربي في القاهرة عام 1966، وأعيد نشره عشرات المرات.

## دراسته وخبرته
حصل على شهادة بكالوريوس في اللغة الإنكليزية من جامعة بغداد، ثم على شهادتي كمبرج الأولية والعليا في تعليم اللغة الإنكليزية.
شارك في عدة دورات للغة الإنكليزية ومنها الدورة التي اقيمت في جامعة برمنكهام في انكلترا.
ولقد مارس تدريس اللغة الإنكليزية في مدارس عدة لمدة ثلاث وثلاثين سنة.

## كتابهِ (اللغة الإنكليزية بطريقة مبسطة)
يهتم هذا الكتاب الذي ألفهُ طاهر البياتي بتقديم قواعد اللغة الإنكليزية بطريقة مبسطة، حيث أنهُ جعل محتواه متفقاً مع مستوى شهادة الدراسة الابتدائية والمتوسطة في المدارس الرسمية لمختلف الدول العربية، كما آثر أن يجعله مفيداً لكل من يود التعرف على قواعد هذه اللغة بشكل علمي مفيد، في البداية تحدث المؤلف عن أقسام الكلام، أنواع الاسم، الاسم والجنس، الفعل وصيغه، الأفعال المساعدة، حروف الجر، الصفات، وعلى أثر كل شرح أورد مجموعة من التمارين الكتابية التي تساعد في فهم ما تم شرحه من قواعد اللغة الإنكليزية.
اختارت إحدى المواقع الالكترونية عشرة من الكتب الأكثر رواجاً وفائدة في حقل تعلم اللغة الإنكليزية ومنها كتب لبنانية وسورية ومصرية فجاء كتاب طاهر البياتي «اللغة الإنكليزية بطريقة مبسطة» من العراق الأول بينها.
إن الرسالة المرفقة والمرسلة من الدكتور أمين طوقلي أستاذ اللغات الشرقية والسامية في الجامعة تشيد بالكتاب.
حيث عُرضَ الكتاب في المعرض الدولي للكتاب في القاهرة، وعليهِ طلب من الجالية العربية في بعض الدول الأوربية وأميركا واستراليا ونيوزلندا.
الاسلوب المتبع في كتابهِ يحل عقدة من يشكون ضعفاً في تعلم اللغة الإنكليزية.

## وفاته
- توفى طاهر البياتي يوم 28 تموز / يوليو 2025 في الولايات المتحدة الأمريكية عن عمر ناهز 98 عاما.